# 임은 이민곤 영정
임은 이민곤 영정(林隱 李敏坤 影幀)은 경기도 여주시 홍천면 복대리에 있는 조선시대의 임은 이민곤의 영정이다. 2001년 9월 17일 경기도의 문화재자료 제106호로 지정되었다.

## 개요
조선 후기 문신인 이민곤(1695∼1756)의 영정 2점이다. 이민곤은 조선 영조 3년(1727)에 과거에 합격하여 여러 벼슬을 거쳤다. 탕평책을 배격하여 직언을 하다가 유배되어 귀양가던 도중 숙소에 불이 나서 죽었다. 이 영정은 이민곤의 소식을 들은 영조가 유배를 풀고 벼슬과 함께 내린 영정이다.
두 점의 영정 가운데 하나는 비단 바탕에 채색하여 그린 그림으로 머리에 복건을 쓰고 하얀 옷을 입은 모습이다. 두 손은 공손히 모으고 꿇어 앉은 듯한 자세를 하고 있다. 얼굴은 엷은 먹선으로 윤곽을 표시한 뒤 채색하였는데 매우 사실적이며 특히 머리카락과 수염은 섬세하게 표현하였다. 옷주름 역시 가는 먹선으로 윤곽을 그리고 채색을 하며 음영표현을 하고 있다. 화면의 배경은 전혀 없고, 화면 윗부분의 오른쪽과 왼쪽 빈공간에는 글이 적혀 있다.
다른 한 영정은 관복을 입고 있는 모습이다. 고개를 오른쪽으로 약간 돌려 왼쪽 얼굴을 그렸다. 두손을 모으고 표범무늬가죽이 깔린 의자에 앉아 두 발은 나란히 발받침대에 올려 놓았다. 가슴에는 구름 무늬와 함께 한마리의 학이 수 놓아진 흉배를 하고 있다. 얼굴 표현에서는 하얀 호분을 많이 사용한 듯 얼굴색이 매우 흰 편인데 입술표현은 매우 붉다.
이민곤의 초상화는 모두 18세기에 그려진 것이다. 흰옷을 입은 모습의 초상화는 특이한 인물의 자세, 자연스러운 필치와 더불어 그 표현법 등으로 미루어 조선 후기 초상화 양식을 연구하는데 가치 있는 작품으로 생각된다. 관복을 입은 모습의 초상화는 인물의 묘사수법은 조선 후기의 양식이라고 단정하기는 어려운 요소들을 가지고 있고 그 수법도 우수하지는 않으나 조선 후기의 형식을 지니고 있다는 점에서 의의가 있다.

## 참고 문헌
- 임은이민곤영정 - 국가유산청 국가유산포털